# Simeon Bavier
Pour les articles homonymes, voir Bavier.
Simeon Bavier, homme politique suisse, né le 16 septembre 1825 à Coire, décédé le 27 janvier 1896, bourgeois de Coire (Grisons), 
conseiller fédéral de 1879 à 1883 (24e conseiller fédéral de l'histoire).
- Parti radical-démocratique

## Départements
- 1879 Département des finances et des douanes
- 1880-1881 Département des postes et des chemins de fer
- 1882 Département politique

## Présidence de la Confédération
- 1882